# Haus Auensee

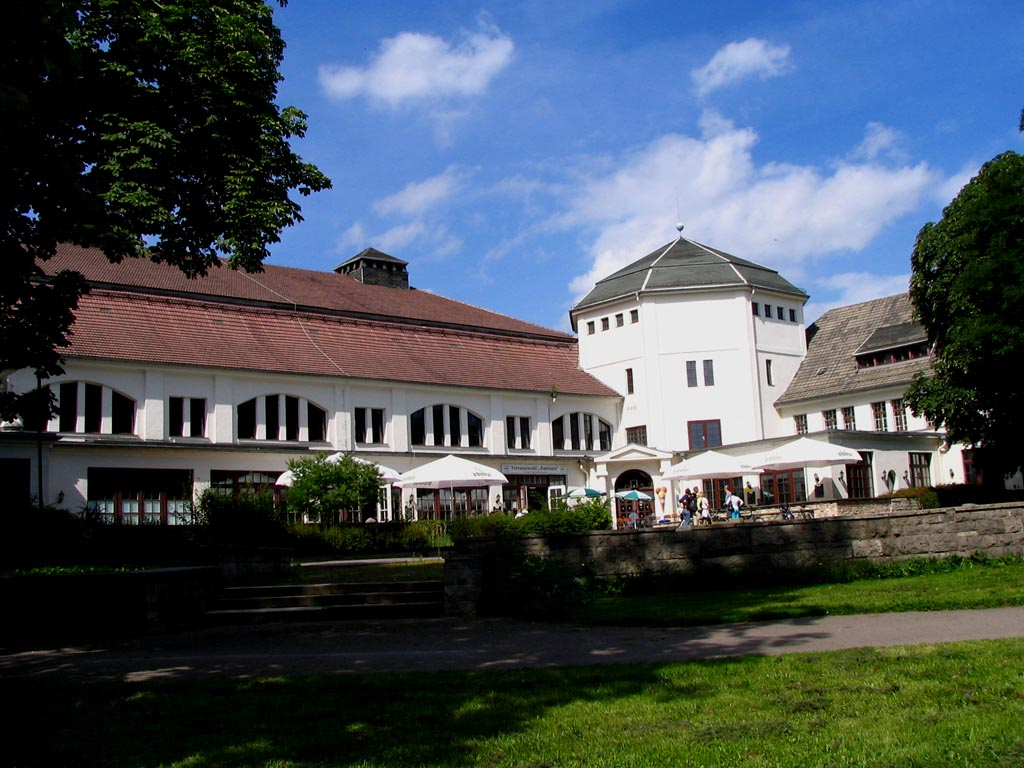
Haus Auensee

Das Haus Auensee ist – neben der Arena Leipzig – eine oft genutzte Konzerthalle für nationale und internationale Künstler in Leipzig. Die Kapazität beträgt etwa 3600 stehende oder 1500 sitzende Besucher. Es ist nach dem angrenzenden Auensee benannt.  

## Geschichte
Für den Bau des Hauptbahnhofs in Leipzig zu Anfang des 20. Jahrhunderts
wurde Kies gebraucht, der in Wahren aus dem Boden einer Fläche nahe dem ehemaligen „Hundewasser“, einem Nebenarm der Weißen Elster, geholt wurde. Die verbliebene Grube wurde zum jetzigen Auensee mit Wasser gefüllt. 1908 plante dort die „Bank für Grundbesitz Leipzig“ eine Vergnügungsanlage, die 1912 als „Lunapark“ eröffnet wurde. 1911 begann der Bau des Hauptrestaurants, des heutigen Hauses Auensee. Am 5. Mai 1914 war Bauabnahme des neuen Hauses.
1913 wurde das Strandbad in Betrieb genommen und die Genehmigung für den kleinen Luna-Express erteilt: eine Liliputbahn, benannt nach der Insel aus Gullivers Reisen. Es gab Restaurants, Fahrgeschäfte und eine beliebte Gebirgsszenerie-Bahn, eine in der Zeit zwischen 1900 und 1920 oft gebaute Form der Achterbahn. Dazu gab es ein Hippodrom – eine Rennbahn für Pferde- und Wagenrennen. Damals wurde für den Lunapark mit dem Slogan „Größtes Vergnügungsetablissement Deutschlands mit einer halben Million Quadratmetern“  geworben. 
Als Folge der Weltwirtschaftskrise zu Anfang der 1930er Jahre musste die Luna-Park GmbH Insolvenz anmelden und wurde am 13. Januar 1932 zwangsversteigert, 1934 wurden die meisten Vergnügungseinrichtungen abgerissen. Nur das Restaurantgebäude blieb stehen und heißt seit 1936  Haus Auensee.
Nach 1949 eröffnete das Haus Auensee neu als HO-Gaststätte. 

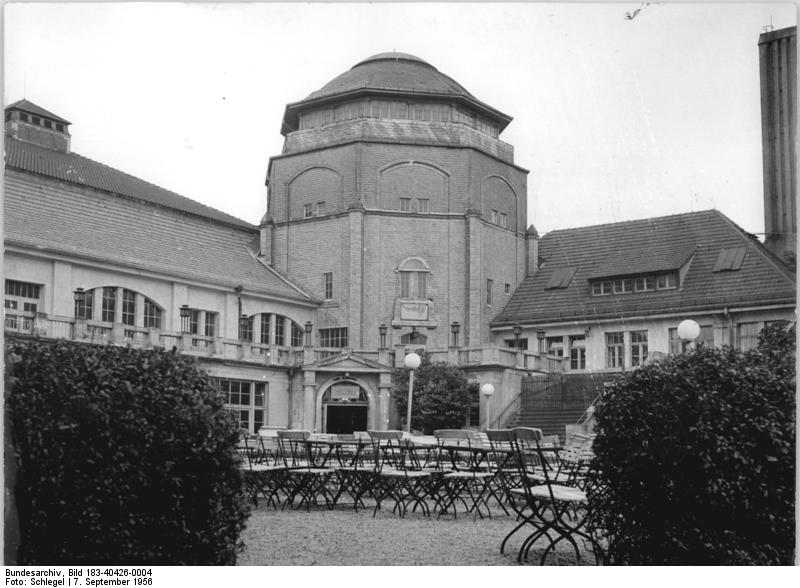
Das Haus Auensee im Jahre 1956

Von 1981 bis 1985 wurde das Haus Auensee in vierjähriger Bauzeit  umgebaut. Die Wiedereröffnung erfolgte am 5. Oktober 1985.
In den 1990er Jahren wurde das Haus Auensee unter dem Namen Easy Auensee geführt und am 13. November 1998 mit dem Namen Luna-Park als Diskothek neu eröffnet, jedoch gab es finanzielle Probleme und das Objekt wurde unter Zwangsverwaltung nur noch sporadisch für Konzerte genutzt. 2009 wurde der angrenzende Biergarten wieder in Betrieb genommen.
Unter dem neuen Betreiber „MAWI Concert“  mit Geschäftsführer Matthias Winkler finden seit 2010 wieder Konzerte und Veranstaltungen statt. Winkler ist mittlerweile auch Eigentümer des Objekts und verwirklichte Umbauarbeiten im Konzertsaal. Dieser lässt sich nun in verschiedene Größen teilen und ermöglicht, die Saalgröße an die jeweilige Besucherzahl anzupassen.
Heute ist das Haus Auensee weit über die Region hinaus bekannt als Bühne für Rock- und Popkonzerte – und noch ein Geheimtipp als Entspannungsort mit Bootsverleih, Spielplatz und Leipziger Parkeisenbahn, Nachfolgerin der 1951 eröffneten Pioniereisenbahn, rund um den See. Direkt gegenüber an der Gustav-Esche-Straße befindet sich seit 1969 der Campingplatz Auensee.

## Varia
- Das Video zum Titel „Die Dunkelheit hat nicht das letzte Wort“ von Heinz Rudolf Kunze wurde im Frühjahr 2020 im und am Haus Auensee gedreht.[5]